# کوتوکا
کوتوکا (به اسپانیایی: Cotoca) یک شهر در بولیوی است که در Andrés Ibáñez Province واقع شده‌است. کوتوکا ۸٫۳۵ کیلومتر مربع مساحت و ۲۶٬۳۰۵ نفر جمعیت دارد و ۳۶۳ متر بالاتر از سطح دریا واقع شده‌است.